# Lista över småplaneter (1501–2000)
Detta är en lista över numrerade småplaneter, nummer 1501–2000.
|     | 1500           | 1600         | 1700           | 1800          | 1900             |
| --- | -------------- | ------------ | -------------- | ------------- | ---------------- |
| 1   | Baade          | Patry        | Okavango       | Titicaca      | Moravia          |
| 2   | Arenda         | Indiana      | Kalahari       | Zhang Heng    | Shaposhnikov     |
| 3   | Kuopio         | Neva         | Barry          | Zwicky        | Adzhimushkaj     |
| 4   | Lappeenranta   | Tombaugh     | Wachmann       | Chebotarev    | Massevitch       |
| 5   | Koranna        | Milankovitch | Tapio          | Dirikis       | Ambartsumian     |
| 6   | Xosa           | Jekhovsky    | Dieckvoss      | Derice        | Naef             |
| 7   | Vaasa          | Mavis        | Chantal        | Slovakia      | Rudneva          |
| 8   | Kemi           | Muñoz        | Pólit          | Bellerophon   | Pobeda           |
| 9   | Esclangona     | Brenda       | Ukraina        | Prometheus    | Alekhin          |
| 10  | Charlois       | Mirnaya      | Gothard        | Epimetheus    | Mikhailov        |
| 11  | Daléra         | Beyer        | Sandrine       | Bruwer        | Schubart         |
| 12  | Oulu           | Hirose       | Angola         | Gilgamesh     | Anubis           |
| 13  | Mátra          | Smiley       | Bancilhon      | Imhotep       | Sekanina         |
| 14  | Ricouxa        | Goldschmidt  | Sy             | Bach          | Hartbeespoortdam |
| 15  | Perrotin       | Bardwell     | Salli          | Beethoven     | Quetzálcoatl     |
| 16  | Henry          | Filipoff     | Peter          | Liberia       | Boreas           |
| 17  | Beograd        | Alschmitt    | Arlon          | Katanga       | Cuyo             |
| 18  | Rovaniemi      | Dawn         | Namibia        | Brahms        | Aiguillon        |
| 19  | Kajaani        | Ueta         | Jens           | Laputa        | Clemence         |
| 20  | Imatra         | Geographos   | Niels          | Lohmann       | Sarmiento        |
| 21  | Seinäjoki      | Druzhba      | Wells          | Aconcagua     | Pala             |
| 22  | Kokkola        | Chacornac    | Goffin         | Waterman      | Zulu             |
| 23  | Pieksämäki     | Vivian       | Klemola        | Gliese        | Osiris           |
| 24  | Joensuu        | Rabe         | Vladimir       | Haworth       | Horus            |
| 25  | Savonlinna     | The NORC     | CrAO           | Klare         | Franklin-Adams   |
| 26  | Mikkeli        | Sadeya       | Hoffmeister    | Miller        | Demiddelaer      |
| 27  | Malmquista     | Ivar         | Mette          | Atkinson      | Suvanto          |
| 28  | Conrada        | Strobel      | Goethe Link    | Kashirina     | Summa            |
| 29  | Oterma         | Pecker       | Beryl          | Dawson        | Kollaa           |
| 30  | Rantaseppä     | Milet        | Marceline      | Pogson        | Lucifer          |
| 31  | Hartmut        | Kopff        | Smuts          | Nicholson     | Čapek            |
| 32  | Inari          | Sieböhme     | Heike          | Mrkos         | Jansky           |
| 33  | Saimaa         | Chimay       | Silke          | Shmakova      | Tinchen          |
| 34  | Näsi           | Ndola        | Zhongolovich   | Palach        | Jeffers          |
| 35  | Päijänne       | Bohrmann     | ITA            | Gajdariya     | Lucerna          |
| 36  | Pielinen       | Porter       | Floirac        | Komarov       | Lugano           |
| 37  | Transylvania   | Swings       | Severny        | Osita         | Locarno          |
| 38  | Detre          | Ruanda       | Oosterhoff     | Ursa          | Lausanna         |
| 39  | Borrelly       | Bower        | Meyermann      | Ragazza       | Loretta          |
| 40  | Kevola         | Nemo         | Paavo Nurmi    | Hus           | Whipple          |
| 41  | Estonia        | Tana         | Giclas         | Masaryk       | Wild             |
| 42  | Schalén        | Hill         | Schaifers      | Hynek         | Jablunka         |
| 43  | Bourgeois      | Brown        | Schmidt        | Jarmila       | Anteros          |
| 44  | Vinterhansenia | Rafita       | Harriet        | Susilva       | Günter           |
| 45  | Thernöe        | Waterfield   | Ferguson       | Helewalda     | Wesselink        |
| 46  | Izsák          | Rosseland    | Brouwer        | Bengt         | Walraven         |
| 47  | Nele           | Menelaus     | Wright         | Stobbe        | Iso-Heikkilä     |
| 48  | Palomaa        | Shajna       | Mauderli       | Delvaux       | Kampala          |
| 49  | Mikko          | Fabre        | Telamon        | Kresák        | Messina          |
| 50  | Tito           | Heckmann     | Eckert         | Kohoutek      | Wempe            |
| 51  | Argelander     | Behrens      | Herget         | Lacroute      | Lick             |
| 52  | Bessel         | Hergé        | van Herk       | Carpenter     | Hesburgh         |
| 53  | Bauersfelda    | Yakhontovia  | Mieke          | McElroy       | Rupertwildt      |
| 54  | Yugoslavia     | Bojeva       | Cunningham     | Skvortsov     | Kukarkin         |
| 55  | Dejan          | Comas Solá   | Lorbach        | Korolev       | McMath           |
| 56  | Wingolfia      | Suomi        | Giacobini      | Růžena        | Artek            |
| 57  | Roehla         | Roemera      | Porvoo         | Parchomenko   | Angara           |
| 58  | Järnefelt      | Innes        | Naantali       | Lobachevskij  | Chandra          |
| 59  | Kustaanheimo   | Punkaharju   | Kienle         | Kovalevskaya  | Karbyshev        |
| 60  | Strattonia     | Wood         | Sandra         | Barbarossa    | Guisan           |
| 61  | Fricke         | Granule      | Edmondson      | Komenský      | Dufour           |
| 62  | Gondolatsch    | Hoffmann     | Russell        | Apollo        | Dunant           |
| 63  | Noël           | van den Bos  | Williams       | Antinous      | Bezovec          |
| 64  | Srbija         | Felix        | Cogshall       | Daedalus      | Luyten           |
| 65  | Lemaître       | Gaby         | Wrubel         | Cerberus      | van de Kamp      |
| 66  | Icarus         | van Gent     | Slipher        | Sisyphus      | Tristan          |
| 67  | Alikoski       | Pels         | Lampland       | Deiphobus     | Menzel           |
| 68  | Aisleen        | Hanna        | Appenzella     | Thersites     | Mehltretter      |
| 69  | Evita          | Dagmar       | Carlostorres   | Philoctetes   | Alain            |
| 70  | Brunonia       | Minnaert     | Schlesinger    | Glaukos       | Sumeria          |
| 71  | Cesco          | Chaika       | Makover        | Astyanax      | Hagihara         |
| 72  | Posnania       | Gezelle      | Gagarin        | Helenos       | Yi Xing          |
| 73  | Väisälä        | van Houten   | Rumpelstilz    | Agenor        | Colocolo         |
| 74  | Meyer          | Groeneveld   | Kulikov        | Kacivelia     | Caupolican       |
| 75  | Winifred       | Simonida     | Zimmerwald     | Neruda        | Pikelner         |
| 76  | Fabiola        | Kariba       | Kuiper         | Napolitania   | Kaverin          |
| 77  | Reiss          | Tycho Brahe  | Gehrels        | Marsden       | Shura            |
| 78  | Kirkwood       | Hveen        | Alfvén         | Hughes        | Patrice          |
| 79  | Herrick        | Nevanlinna   | Paraná         | Broederstroom | Sakharov         |
| 80  | Betulia        | Per Brahe    | Kippes         | McCrosky      | Tezcatlipoca     |
| 81  | Abanderada     | Steinmetz    | Van Biesbroeck | Shao          | Midas            |
| 82  | Martir         | Karel        | Schneller      | Rauma         | Cline            |
| 83  | Antilochus     | Castafiore   | Albitskij      | Rimito        | Bok              |
| 84  | Fuji           | Iguassú      | Benguella      | Skip          | Fedynskij        |
| 85  | Union          | Toro         | Wurm           | Herero        | Hopmann          |
| 86  | Thiele         | De Sitter    | Raahe          | Lowell        | Plaut            |
| 87  | Kahrstedt      | Glarona      | Chiny          | Virton        | Kaplan           |
| 88  | Descamisada    | Wilkens      | Kiess          | Zu Chong-Zhi  | Delores          |
| 89  | Fanatica       | Floris-Jan   | Dobrovolsky    | Pakhmutova    | Tatry            |
| 90  | Tsiolkovskaja  | Mayrhofer    | Volkov         | Konoshenkova  | Pilcher          |
| 91  | Baize          | Oort         | Patsayev       | Gondola       | Darwin           |
| 92  | Mathieu        | Subbotina    | Reni           | Lucienne      | Galvarino        |
| 93  | Fagnes         | Hertzsprung  | Zoya           | Jakoba        | Guacolda         |
| 94  | Danjon         | Kaiser       | Finsen         | Haffner       | Shane            |
| 95  | Tanga          | Walbeck      | Woltjer        | Larink        | Hajek            |
| 96  | Itzigsohn      | Nurmela      | Riga           | Beer          | Adams            |
| 97  | Laugier        | Koskenniemi  | Schaumasse     | Hind          | Leverrier        |
| 98  | Paloque        | Christophe   | Watts          | Cowell        | Titius           |
| 99  | Giomus         | Honkasalo    | Koussevitzky   | Crommelin     | Hirayama         |
| 100 | Vyssotsky      | Zvezdara     | Aguilar        | Katyusha      | Herschel         |
|     | 1600           | 1700         | 1800           | 1900          | 2000             |